# Francisco Alvariño
Francisco L. Alvariño fue un hacendado de familia tarmeña y político peruano.
Nació en Lima pero se instaló en terrenos de la actual provincia de Chanchamayo (que en aquellos tiempos pertenecían a la provincia de Tarma) donde fue propietario de la hacienda "Santa Clara" donde se cultivó café. Mantuvo una posición clara de defensa de los campesinos contra las prácticas de enganche del gobierno peruano en parte para defender su propia fuerza de trabajo.
En 1907 fue elegido senador suplente por el departamento de Junín junto a Joaquín Capelo, Manuel Yrigoyen Arias y Esteban Santa María que fueron elegidos como senadores titulares o propietarios. Desempeñó su mandato durante los primeros gobiernos de José Pardo y Barreda y Augusto B. Leguía. 